# San Miguel Ixtahuacán
San Miguel Ixtahuacán é uma cidade da Guatemala do departamento de San Marcos.